# Poelagus marjorita
Poelagus marjorita — вид гризунів родини Зайцеві (Leporidae).

## Поширення
Поширений в Уганді, ДР Конго, Анголі, Руанді, Бурунді, Судані. Зустрічається в саванах і лісах.

## Опис
Розміри середні. Довжина тіла приблизно 45 см, довжина хвоста 5 см. Вага близько 2,7 кг. Вуха дуже короткі. Задні кінцівки короткі. Кігті гострі. Волосяний покрив жорсткий. Остьове волосся грубе, щетинкоподібне. Пух м'який, але рідкий. Спина сірувато-коричнева і жовта, на боках більш жовта; потилиця червонувато-жовта. Черево біле. Хвіст коричнево-жовтий зверху і білий знизу. Череп масивний, з укороченим лицьовим відділом. Сильно розвинені гребені виличних відростків верхньощелепних кісток. Кісткове піднебіння подовжене. Нижня щелепа велика з високим альвеолярним відділом з короткою діастемою. Лобові кістки довгі. Кісткові слухові барабани відносно великі. Орбіти відносно великі. Вилична дуга без довгого каудального відростка. Верхні різці з простою борозенкою. Передня поверхня нижніх різців злегка уплощена.

## Спосіб життя
Населяє горбисті або відкриті рівнини з виходами скель. Суворо дотримується нічного способу життя, живе в норах. Розмноження відбувається цілий рік. Вагітність 5 тижнів, в посліді 1-2 дитинчата, які народжуються в неглибокій норі. Подібно кроликам, вони з'являються на світ сліпими і безпорадними.